# Thiago Alves (tenista)
Thiago Hernandez Alves (São José do Rio Preto, 22 de maio de 1982) é um ex-tenista profissional brasileiro. 

## Carreira
Profissionalizou-se em 2000. Mas em 1999 já jogava Challengers (torneios medianos). Em 2001 fez sua estreia em torneios ATP, ao receber um wild card para participar do ATP Brasil Costa do Sauípe. Ao final de 2001 já estava entre os 300 melhores do mundo, mas caiu de produção e só retomou essa posição em 2005, quando entrou novamente na lista dos 200 melhores do mundo. 
Em 2007 saiu dos 200 melhores do mundo, mas retomou esta posição em 2008, onde se mantém até hoje. 
Em 2008 venceu o Aberto de São Paulo de Tênis e em 2006 foi vice do mesmo torneio, perdendo para Flávio Saretta.
Alguns dos maiores momentos de destaque em sua carreira foram o jogo contra Roger Federer na 2ª rodada do US Open de 2008, no Arthur Ashe Stadium , ter participado pela primeira vez de um Masters 1000 em Indian Wells no ano de 2010  e o jogo de simples no confronto contra os Estados Unidos da América na Copa Davis em 2013, disputado contra o tenista norte-americano Sam Querrey.
O tenista paulista Thiago Alves anunciou oficialmente no dia  11 de agosto de 2014  a sua retirada do circuito profissional de tênis após 14 anos dedicados ao esporte. 

## Ranking
- Melhor Ranking de Simples: 88° (13/07/2009)
- Melhor Ranking de Duplas: 151° (30/10/2006)

## Evolução do ranking de simples
Posição na última semana de cada ano:
- 1999: n° 1149 do mundo
- 2000: n° 821 do mundo
- 2001: n° 286 do mundo
- 2002: n° 381 do mundo
- 2003: n° 413 do mundo
- 2004: n° 353 do mundo
- 2005: n° 152 do mundo
- 2006: n° 106 do mundo
- 2007: n° 383 do mundo
- 2008: n° 113 do mundo
- 2009: nº 149 do mundo
- 2010: nº 150 do mundo
- 2011: nº 343 do mundo
- 2012: nº 130 do mundo

## Títulos mais importantes
Simples:
- 2012 Challenger de Guadalajara sobre Paolo Lorenzi
- 2012 Challenger de São Paulo sobre Gastão Elias
- 2008 Challenger de São Paulo sobre Carlos Berlocq
- 2006 Challenger de Manta sobre Brian Dabul
- 2006 Challenger de Belo Horizonte sobre André Sá
- 2005 Challenger de Quito sobre Marcos Daniel
- 2005 Challenger de Manta sobre Lesley Joseph

Duplas:
- 2010 Challenger de Segóvia com Franco Ferreiro
- 2006 Challenger de Salinas com Júlio Silva
- 2006 Challenger de São Paulo com Flávio Saretta